# Бригинець Олександр Михайлович
Олекс́андр Миха́йлович Бригине́ць (нар. 14 квітня 1962, Київ, Українська РСР) — український політик, народний депутат України, поет, прозаїк та журналіст. Голова постійної комісії Київської міської ради з питань культури та туризму. Президент Мистецької агенції «Територія А», позаштатний радник міністра інформаційної політики України.

## Біографія
В 1984 році закінчив Київський державний університет ім. Т.Г. Шевченка, факультет журналістики. У 1986—1989 роках працював кореспондентом газети «Київська правда». З 1989 по 1992 роки обіймав посаду старшого редактора редакції поезії видавництва «Молодь». У 1992—1995 роках — консультант ТО «Синтез», редактор літературного часопису «Час».
З 1995 року обіймає посаду президента Мистецької Агенції «Територія А». З 2003 року є музичним продюсером телеканалу O-TV. З 2008 до 2010 року — радник Прем'єр-міністра України. З 2010 року — член Громадської гуманітарної ради м. Києва. Член Містобудівної ради Києва. Член Головної ради Українського товариства охорони пам'яток історії та культури (УТОПІК). Член Національної спілки письменників України. Член Ради Фонду Святого Андрія Первозванного з 1997 року.

## Особисте життя
Одружений. Має сина Дмитра (1984 року народження).

## Літературна діяльність
Перші журнальні російськомовні поетичні публікації — в 14 років. У 18 років друкується в альманасі «Вітрила-80», після чого припиняє писати не лише російськомовні, але й римовані вірші. Занурюється в авангардну поезію. Наприкінці 1980-их років створює популярний тоді літературний гурт «Музейний провулок, 8».
У 1987 р. став володарем гран-прі міжнародного літературного авангардного фестивалю імені Велеміра Хлебнікова, в наступні роки — лауреатом (Перша премія) фестивалів «Europa House» (1988 р.) та фестивалів російської авангардної поезії в Москві (1989, 1990 рр.). Його тексти входять до антологій, перекладаються кількома десятками мов. В 1988 р. починає працювати старшим редактором редакції поезії Видавництва «Молодь», де «лобіює» авангардну українську поезію, упорядковує альманахи «Вітрила-90» та «Вітрила-91» — щоправда, останні так і не виходять друком.
У 1991 р. у видавництві «Український письменник» нарешті побачила світ його дебютна поетична збірка «Прогноз на сьогодні», того ж року Олександр став лауреатом премії імені Василя Чумака. Бригинець пише прозову тетралогію «Євангеліє від Хаосу», з якої вийшов друком лише перший та другий романи — «Пошуки вільної пастки» (1992 р.) та «Подорожі навмання» (1993 р.). Пізніше з'являються його поетичні збірки «Прогноз на вчора» (1993) та «Ауспіції» (1994), україно-німецькомовний збірник «Гуманітарна Допомога» (1994), який сам Бригинець і оформлює своєю графікою.
У 1995 р. створює Мистецьку Агенцію «Територія А» та, як поет-пісняр, починає роботу з провідними українськими композиторами і виконавцями, протягом 10 років створює понад 100 пісень. У 2000 р. вийшов авторський музичний диск «Олександр Бригинець. ТОП-20».
У 2006 році Олександр Бригинець та Анатолій Птіцин почали проєкт про пригоди принцеси Анжеліки (в ній читачі вбачають відому українську співачку Анжеліку Рудницьку) та її вірних друзів — Юрчика й Інусі. У 2007 році у видавництві «Зелений пес» вийшов друком перший твір цієї серії — «Анжеліка — принцеса Анру».

## Політична діяльність
На виборах до Верховної ради 2012 року обраний у народні депутати в окрузі № 217 (Оболонський район міста Києва). Суб'єкт висування — політична партія Всеукраїнське об'єднання «Батьківщина». У парламенті є головою підкомітету з питань охорони та популяризації культурної спадщини Комітету з питань культури і духовності. На виборах до Верховної Ради VIII скликання, у 2014 році — в Блоці Петра Порошенка.

## Скандали
6 вересня 2013 року Олександр Бригинець заявив, що його автомобіль ГАЗ-53, який знаходився на вулиці Костянтинівській у м. Києві біля фонтану Самсон — поблизу Гостинного двору — і використовувався як майданчик для проведення мистецьких акцій на захист пам'ятки, був викрадений невідомими. З відповідною заявою народний депутат України також звернувся до міліції.
16 липня 2014 року депутат Бригинець затриманий в аеропорту Мінська, бувши членом офіційної делегації Верховної Ради до Російської Федерації з місією звільнення льотчиці Надії Савченко. Білоруська влада оголосила депутата персоною нон ґрата.

## Цитати
|  | Пропонувати нинішній владі, як врятувати пам'ятки історичної спадщини та як підтримати національну культуру, все одно що пропонувати гею звернути увагу на ту чи іншу дівчину... Звернуть, але зробити однак нічого не зможуть... |